# Frederick Wolff
Frederick Ferdinand "Freddy" Wolff (né le 13 octobre 1910 à Hong Kong et mort le 26 janvier 1988 à Londres) est un athlète britannique spécialiste du 400 mètres.
Licencié au London Athletic Club, il remporte le 440 yards des championnats britanniques de l'Amateur Athletic Union en 1933. Sélectionné pour les Jeux olympiques de 1936, il décroche la médaille d'or du relais 4 × 400 mètres aux côtés de ses compatriotes Godfrey Rampling, William Roberts et Godfrey Brown. L'équipe du Royaume-Uni établit un nouveau record d'Europe de la discipline en 3 min 09 s 0 et devance finalement les États-Unis et l'Allemagne.
Il est fait Commandeur de l'Empire britannique en 1975.

## Palmarès
| Date | Compétition     | Lieu   | Résultat | Discipline |
| ---- | --------------- | ------ | -------- | ---------- |
| 1936 | Jeux olympiques | Berlin | 1er      | 4 × 400 m  |